# Vito Angiuli
Vito Angiuli (ur. 6 sierpnia 1952 w Sannicandro di Bari) – włoski duchowny katolicki, biskup Ugento-Santa Maria di Leuca od 2010.

## Życiorys
Święcenia kapłańskie otrzymał 23 kwietnia 1977 z rąk Anastasia Ballestrero i został inkardynowany do archidiecezji Bari-Bitonto. Był m.in. wicerektorem i ojcem duchownym seminarium w Molfetcie, dyrektorem kurialnych wydziałów duszpasterskiego i katechetycznego, a także wikariuszem biskupim ds. ewangelizacji oraz prowikariuszem generalnym archidiecezji.
2 października 2010 papież Benedykt XVI mianował go ordynariuszem diecezji Ugento-Santa Maria di Leuca. Sakry udzielił mu 4 grudnia 2010 arcybiskup metropolita Bari - Francesco Cacucci.